# アウヤンテプイ
アウヤンテプイ（ペモン語ではAuyan-Tepui、Aiyan-tepui ほか、スペイン語・英語など：Auyantepui、Auyantepuy）は、南アメリカ大陸北端地域に広がるギアナ高地を構成する数多くのテーブルトップマウンテンの一つであり、そのうちで最大のもの。行政の上ではベネズエラ南東部のボリバル州に属し、またカナイマ国立公園の一角をなす。標高2,535 m。

## 呼称
現地名 Auyan-Tepui （Aiyan-tepui とも記す）は、現地域グラン・サバナに暮らす先住民部族ペモンの言葉（ペモン語）で「auyan （aiyan とも。意：悪霊）+ tepui （意：テプイ［ギアナ高地のテーブルトップマウンテン］）」、すなわち「悪霊のテプイ」を意味し、他言語では、英語で Devil's Mountain、日本語で「悪魔の山」などの意と紹介されることが多い。

## 概要
周囲約650 km。「頂上台地」とも呼ばれる頂上のテーブル状の地形は、総面積にして約700 km2と東京23区を上回る広大なものであり、この中に小さな山もあれば川もあり、それ自体で一個の生態系を形作っている。上から見るとおおよそ馬の蹄のような形をしている。
頂上台地の一角からは世界最大の落差979 m（3,212 ft）を誇る滝として有名なエンジェルフォールが流れ落ちる。もっとも、この滝だけが特別高所にあるわけではなく、テーブルトップマウンテンの特徴として、頂上台地の切り立った断崖はほとんどが同等程度の高度を持っている。

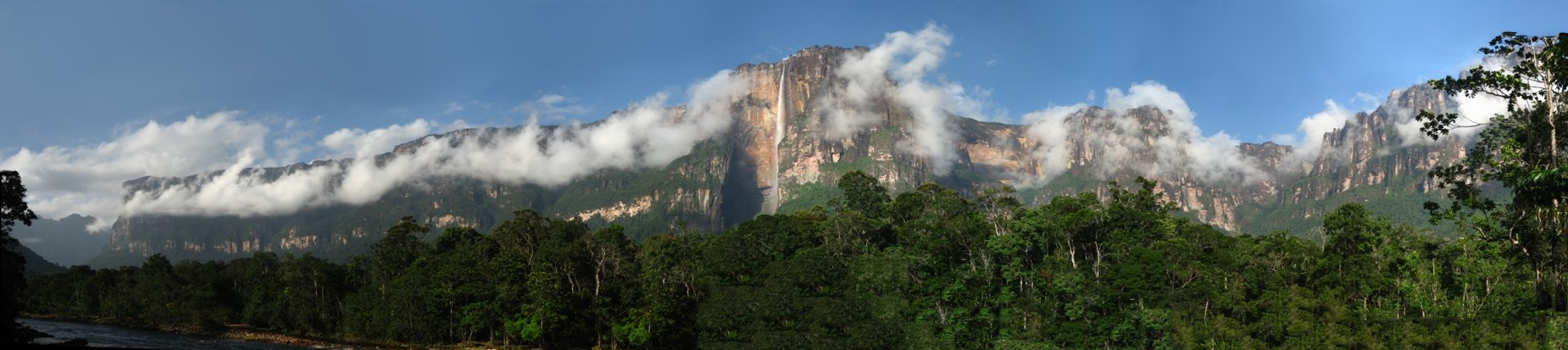
アウヤンテプイのパノラマ合成写真（中央に見えるのがエンジェルフォール）